# Nycteola plumbea
Nycteola plumbea är en fjärilsart som beskrevs av Sheldon 1919. Nycteola plumbea ingår i släktet Nycteola och familjen trågspinnare. Inga underarter finns listade i Catalogue of Life.